# 다카오카정 (아이치현)
다카오카정(高岡町)은 아이치현 헤키카이군에 설치되었던 정이다. 현재의 도요타시에 해당한다.